# Pat Jennings
Patrick Anthony Jennings OBE (Newry, 12 de junho de 1945), mais conhecido como Pat Jennings, é um ex-futebolista norte-irlandês que atuava como goleiro. É o jogador que mais vezes defendeu a Irlanda do Norte,[carece de fontes?] da qual pertence à minoria católica.
Dentre partidas por seleção e clubes, ele passou dos mil jogos, sem ter sido expulso. Foi o primeiro jogador a participar de seis eliminatórias de Copa do Mundo FIFA. Chegou a deter o recorde de jogos por uma seleção e também os de mais velho jogador das Copas do Mundo e de mais velho goleiro nelas. Quando jogava, era famoso também pelo estilo de defesas, ao fazê-las com mãos trocadas e em dois tempos, além de dar um tapa na bola antes de segura-la definitivamente.
Destacou-se ainda como um raro ídolo tanto de Tottenham Hotspur, onde jogou por treze anos, quanto do Arsenal, o qual defendeu por outros nove. Trata-se de dois clubes arquirrivais, que fazem o clássico do norte da cidade de Londres. Foi campeão em ambos na Copa da Inglaterra.[carece de fontes?]

## Carreira por clubes
Jennings foi revelado em 1960 pelo Shamrock Rovers, não permanecendo na equipe irlandesa, preferindo atuar no futebol gaélico até o ano seguinte, quando foi jogar nas categorias de base do Newry Town, permanecendo até 1962. Suas atuações o levaram para o Watford, então na Terceira Divisão inglesa. Em sua única temporada pela equipe que chegou a ter o cantor Elton John como seu presidente, o goleiro atuou em 48 partidas. Mesmo em jogos da terceira divisão, chamou atenção a ponto do Tottenham Hotspur investir 27 mil libras para contratá-lo em 1964.
Durante os 13 anos em que defendeu o Tottenham, Jennings disputou 472 partidas, conquistando quatro títulos (Copa da Inglaterra, em 1967; duas Copas da Liga, em 1971 e 1973, além da Copa da UEFA de 1972-73). Recebeu também os prêmios de melhor futebolista inglês do ano pela FWA em 1973, e de futebolista do ano pelo mesmo órgão em 1976, ano também em que foi condecorado com a Ordem do Império Britânico.
Apesar de ser reconhecido por suas defesas, o goleiro roubaria a cena em 1967, pela final da Supertaça Inglesa, contra o Manchester United: Jennings marcou seu primeiro (e único) gol na carreira, após dar um chute em direção ao ataque. O que "Big Pat" não esperava era que a bola ganhasse efeito e encobrisse Alex Stepney, goleiro do United. O jogo terminou empatado em 3 a 3, e os dois clubes dividiram o título.
Aos 32 anos, Jennings foi contratado pelo Arsenal, o grande rival do Tottenham, cujo presidente na época, Keith Burkinshaw, acreditava que o goleiro já encontrava-se em final de carreira. Surpreendentemente, "Big Pat" teve uma bem-sucedida passagem também pelos Gunners, onde permaneceria por mais nove anos, até 1985, tendo jogado 237 partidas e conquistado uma FA Cup. Em 2008, uma seleção dos 50 melhores jogadores da história do Arsenal foi feita por torcedores do clube, que elegeram Jennings como o 10º melhor atleta da história do clube, atrás de Thierry Henry, Dennis Bergkamp, Tony Adams, Ian Wright, Patrick Vieira, Robert Pirès, David Seaman, Liam Brady e Charlie George.
Sem contrato com o Arsenal ao fim da temporada 1984-85, Jennings decidiu regressar ao Tottenham para recuperar a forma física, visando a Copa de 1986. Embora inscrito no elenco dos Spurs, não entrou em campo nenhuma vez em seu retorno, na temporada 1985-86 - o também experiente goleiro Ray Clemence foi o titular, mas ainda assim o estado de Jennings era descrito como em excelente forma. No decorrer dessa temporada, foi inscrito pelo Everton para ser goleiro reserva na final da Copa da Inglaterra, embora não tenha entrado em campo pelos Toffees.

## Seleção Norte-Irlandesa
Pela seleção da Irlanda do Norte, Jennings disputou 119 jogos, entre 1964 e 1986. A partida de sua estreia, contra o País de Gales (válida pela British Home Championship, o Campeonato Britânico de Seleções), foi o debute também de George Best pelo selecionado. Participou das eliminatórias à Copa do Mundo de 1966, a primeira das seis eliminatórias de Copa que disputaria. Jennings foi o primeiro jogador a jogar tantas. Sua seleção estava bem cotada para se classificar, em grupo onde a principal concorrente era a Suíça, sendo as outras a modesta Albânia e os Países Baixos, cujo futebol ainda era semiprofissional e longe de ser uma potência. A Albânia usava tática bastante defensiva e costumava perder por placares baixos. Os norte-irlandeses conseguiram a única goleada sobre ela naquele grupo, um 4-1 em Belfast, e na última rodada precisavam novamente vencer os albaneses, desta vez fora de casa. O empate de 1-1 em Tirana eliminou os britânicos e classificou os suíços, por um único ponto.
Nas eliminatórias para a Copa do Mundo de 1970, os oponentes da chave eram Turquia e União Soviética, principal obstáculo. Os dois primeiros jogos foram entre os turcos e os norte-irlandeses, que venceram ambos e começaram embalados. O grupo, contudo, passou por um recesso de dez meses. Na retomada, a URSS arrancou um 0-0 em Belfast com a Irlanda do Norte, venceu-a por 3-1 em Moscou e também derrotou duas vezes a Turquia, ficando com a vaga única. Apesar dos insucessos na seleção, à altura de 1973 Jennings era considerado o sucessor de Gordon Banks nas Ilhas Britânicas.
Fora das Copas de 1966, 1970, 1974 e 1978, "Big Pat" faria sua estreia em Mundiais na Copa de 1982, já aos 37 anos de idade. A Irlanda do Norte conseguira a classificação ironicamente na primeira tentativa após o desligamento do ídolo George Best da seleção. E foi em um grupo difícil nas eliminatórias, com Portugal e Suécia. Apesar da classificação, Jennings e colegas correram o risco de não ir ao mundial: a eclosão da Guerra das Malvinas a semanas do torneio fez o governo do Reino Unido cogitar seriamente a hipótese de impedir a participação das três seleções do país classificadas (Inglaterra e Escócia foram as outras), boicote que não se efetivou. O goleiro foi o líder do elenco que, repleto de jogadores das divisões inglesas inferiores e até do futebol dos Estados Unidos, estava pouco cotado para um bom papel antes do torneio  e que, mesmo sem a estrela do decadente Best (que após a classificação teve sua convocação sondada, mas não efetivada ), acabou sendo a maior surpresa positiva da primeira fase, derrotando em seu grupo a anfitriã Espanha e ficando com vaga que acreditava-se que ficaria para a favorita Iugoslávia.
Os norte-irlandeses tiveram chances de ir à semifinal e mesmo que uma goleada de 4-1 para a França tenha impedido mais este avanço, a delegação foi recebida com festa no retorno à casa, em uma nação acostumada às sérias desavenças entre católicos e protestantes. O sucesso da seleção conseguiu uni-los temporariamente na época, apenas um ano após a edição de 1981 do British Home Championship ter sido suspensa (a única suspensão fora da Primeira e Segunda Guerras Mundiais) em razão de acirramento do conflito nacional[carece de fontes?] acarretado pela morte de Bobby Sands, em maio (mês em que as Inglaterra e do País de Gales deveriam enfrentar a Irlanda do Norte em Belfast e recusaram-se por temerem pela segurança). Jennings e outros nomes importantes daquela seleção, como Martin O'Neill e Gerry Armstrong, eram da minoria católica.
Em 1984, ele participou do título da Irlanda do Norte no British Home Championship, na última edição em que o torneio, que ali chegou ao centenário, foi realizado. Foi apenas a terceira vez em que a seleção conseguiu o título isoladamente. Foi vinte anos após o goleiro participar de outro título, em 1964. Contudo, nesta primeira ocasião o troféu foi dividido com Inglaterra e Escócia. No período em que Jennings jogou por sua seleção, os norte-irlandeses conseguiram vencer o torneio também em 1980 (isoladamente também), mas sem que o goleiro chegasse a atuar.[carece de fontes?]
Jennings ainda era prestigiado em meados de 1985, quando foi dispensado do Arsenal: em 27 de julho daquele ano, ele foi o titular de um amistoso entra a seleção das Américas contra o Resto do Mundo, em partida beneficente para o Unicef, com Rinat Dasayev sendo seu reserva.
Na temporada 1985-86, Jennings estava na reserva do Tottenham Hotspur, o qual vinha usando apenas para manter-se em forma, objetivo que era visto como muito bem cumprido. No jogo final das eliminatórias, em Londres, os norte-irlandeses precisavam do empate para se classificarem e não foram poupados pelos rivais da Inglaterra. A atuação de Jennings foi descrita como soberba e fundamental para a partida terminar sem gols e garantir sua seleção em mais uma Copa. Nos amistosos antes do mundial, na época tornou-se em partida contra o Marrocos o detentor do recorde de jogos por uma seleção. Chegava ao 116º pela Irlanda do Norte e superava os 115 de Björn Nordqvist pela Suécia.
Fez o seu último jogo como profissional na última rodada da primeira fase da Copa de 1986, contra o Brasil, justamente no dia em que o goleiro fez seu aniversário de 41 anos. Jennings foi o jogador mais velho do mundial. Sua seleção terminou eliminada ali, com Jennings sofrendo três gols, o que não impediu que ao fim da partida ele terminasse aplaudido pelos companheiros  e declarasse anos mais tarde que encerrar oficialmente sua carreira jogando no seu aniversário contra a seleção brasileira era um sonho. Em dezembro daquele mesmo ano, ele realizou seu jogo-despedida, atraindo 25 mil pessoas em amistoso entre a seleção norte-irlandesa contra um combinado internacional. Recebeu toda a renda da partida, que contou com George Best.
Ao todo, Jennings venceu 40 jogos, empatou 30, perdeu 49 e sofreu 139 gols em seus 119 jogos pela Irlanda do Norte.[carece de fontes?] Seu recorde de jogos por uma seleção foi superado em 1990 pelo 120º de Peter Shilton pela Inglaterra. Atualmente, Jennings é o centésimo na listagem geral e continua primeiro dentre os jogadores da seleção norte-irlandesa.[carece de fontes?]
Jennings, sobretudo, também detinha o recorde de mais velho jogador na história das Copas do Mundo até o camaronês Roger Milla superá-lo ao atuar a Copa do Mundo de 1994 com 42 anos. Desde então, detinha a marca de mais velho goleiro a atuar nas Copas  até o colombiano Faryd Mondragón superar de uma vez na Copa do Mundo de 2014 os recordes de Jennings e Milla. As marcas foram superadas novamente na Copa do Mundo de 2018, quando passaram a ser do egípcio Essam El-Hadary. El-Hadary era reserva, sendo utilizado como titular na terceira partida da fase de grupos como uma homenagem propiciada pela própria eliminação antecipada do Egito àquela altura, assim como Mondragón foi usado somente no segundo tempo da partida que lhe rendera o recorde, também a terceira da fase de grupos, favorecido pela classificação antecipada da Colômbia. Jennings permaneceria assim como mais velho goleiro das Copas do Mundo usado regularmente como titular.

## Fora dos gramados
Já aposentado, Pat Jennings voltaria novamente ao Tottenham em 1993, agora como treinador de goleiros. Em 2003, foi incluído no Hall da Fama do Futebol Inglês por conta de seus serviços prestados ao futebol inglês, e quatro anos depois, entrou no Hall da Fama dos Spurs.

## Títulos
Tottenham Hotspur
- FA Cup: 1967 [carece de fontes?]

Arsenal
- FA Cup: 1979[carece de fontes?]

Seleção Norte-Irlandesa
- British Home Championship: 1964, 1984 [carece de fontes?]